# Episodi de I forti di Forte Coraggio (seconda stagione)
La seconda stagione della serie televisiva I forti di Forte Coraggio è stata trasmessa in anteprima negli Stati Uniti d'America dalla ABC tra l'8 settembre 1966 e il 6 aprile 1967.
| nº | Titolo originale                                        | Titolo italiano | Prima TV USA      | Prima TV Italia |
| -- | ------------------------------------------------------- | --------------- | ----------------- | --------------- |
| 1  | The Singing Mountie                                     |                 | 8 settembre 1966  |                 |
| 2  | How to Be F Troop Without Really Trying                 |                 | 15 settembre 1966 |                 |
| 3  | Bye, Bye, Balloon                                       |                 | 22 settembre 1966 |                 |
| 4  | Reach for the Sky, Pardner                              |                 | 29 settembre 1966 |                 |
| 5  | The Great Troop Robbery                                 |                 | 6 ottobre 1966    |                 |
| 6  | The West Goes Ghost                                     |                 | 13 ottobre 1966   |                 |
| 7  | Yellow Bird                                             |                 | 20 ottobre 1966   |                 |
| 8  | The Ballot of Corporal Agarn                            |                 | 27 ottobre 1966   |                 |
| 9  | Did Your Father Come from Ireland?                      |                 | 3 novembre 1966   |                 |
| 10 | For Who the Bugle Tolls                                 |                 | 10 novembre 1966  |                 |
| 11 | Miss Parmenter                                          |                 | 17 novembre 1966  |                 |
| 12 | La Dolce Courage                                        |                 | 24 novembre 1966  |                 |
| 13 | Wilton, the Kid                                         |                 | 1º dicembre 1966  |                 |
| 14 | The Return of Wrongo Starr                              |                 | 8 dicembre 1966   |                 |
| 15 | Survival of the Fittest                                 |                 | 15 dicembre 1966  |                 |
| 16 | Bring on the Dancing Girls                              |                 | 22 dicembre 1966  |                 |
| 17 | The Loco Brothers                                       |                 | 29 dicembre 1966  |                 |
| 18 | From Karate with Love                                   |                 | 5 gennaio 1967    |                 |
| 19 | The Sergeant and the Kid                                |                 | 12 gennaio 1967   |                 |
| 20 | What Are You Doing After the Massacre?                  |                 | 19 gennaio 1967   |                 |
| 21 | A Horse of Another Color                                |                 | 26 gennaio 1967   |                 |
| 22 | V Is for Vampire                                        |                 | 2 febbraio 1967   |                 |
| 23 | That's Show Biz                                         |                 | 9 febbraio 1967   |                 |
| 24 | The Day They Shot Agarn                                 |                 | 16 febbraio 1967  |                 |
| 25 | Only One Russian Is Coming! Only One Russian Is Coming! |                 | 23 febbraio 1967  |                 |
| 26 | Guns, Guns, Who's Got the Guns?                         |                 | 2 marzo 1967      |                 |
| 27 | Marriage, Fort Courage Style                            |                 | 9 marzo 1967      |                 |
| 28 | Carpetbagging, Anyone?                                  |                 | 16 marzo 1967     |                 |
| 29 | The Majority of Wilton                                  |                 | 23 marzo 1967     |                 |
| 30 | Our Brave in F Troop                                    |                 | 30 marzo 1967     |                 |
| 31 | Is This Fort Really Necessary?                          |                 | 6 aprile 1967     |                 |